# Pselliophora tinctipennis
Pselliophora tinctipennis är en tvåvingeart. Pselliophora tinctipennis ingår i släktet Pselliophora och familjen storharkrankar.

## Underarter
Arten delas in i följande underarter:
- P. t. orbitalis
- P. t. tinctipennis